# Tojohiro Akijama
Tojohiro Akijama (japonsky 秋山 豊寛, Akijama Tojohiro; * 22. června 1942 v Tokiu, Japonsko), japonský novinář, byl zapsán v roce 1990 jako 239. kosmonaut Země, když v lodi Sojuz TM-11 odstartoval z Bajkonuru do vesmíru.
V zahraničních pramenech je uváděno jeho jméno Toyohiro Akiyama.

## Životopis
Po základní a střední škole absolvoval roku 1966 japonskou univerzitu National Christian Univ., Dept. of Social Sciences. V témže roce, kdy mu bylo 24 let, nastoupil jako redaktor u televizní společnosti Tokyo Broadcasting System (TBS) v Japonsku. O pět let později pak do BBC v Londýně, pak vedl pobočku TBS ve Washingtonu D.C., aby se nakonec vrátil domů, do Japonska jako hlavní redaktor v oddělení zahraničního vysílání TBS.
V období let 1989 – 1990 absolvoval základní výcvik kosmonautů u CPKG v Sovětském svazu. Za jeho výcvik a let na Sojuzu společnost TBS zaplatila sovětům v prosinci 1990 12 milionů USD.

## Let do vesmíru
Kosmická loď Sojuz TM-11 odstartovala z kosmodromu Bajkonur 2. prosince 1990. Na palubě lodi byl trojice kosmonautů Viktor Afanasjev, Musa Manarov a Tojohiro Akijama. Cílem byla sovětská orbitální stanice Mir. Akijama se zde stal na týden členem sedmé základní posádky, která zde sloužila delší dobu ve složení Gennadij Manakov a Gennadij Strekalov. Akijama odtud několikrát pozdravil v televizním přenosu diváky své televizní stanice. Manakov a Strekalov pak spolu s Akijamou v lodi Sojuz TM-10 přistáli 10. prosince 1990 na území Kazachstánu. Na Miru zůstala osmá základní posádka Afanasjev s Manarovem., loď Sojuz TM-11 zůstala zaparkována u stanice.
- Sojuz TM-11, Mir, Sojuz TM-10, start 2. prosince 1990, přistání 10. prosince 1990